# یوپیلا
یوپیلا (به لاتین: Uapila) یک منطقهٔ مسکونی در موزامبیک است که در Cabo Delgado Province واقع شده‌است.